# Daigoro Timoncini
Daigoro Timoncini (né le 13 décembre 1985 à Faenza) est un lutteur italien, spécialiste de lutte gréco-romaine. Il concourt dans la catégorie des moins de 96 kg.

## Biographie
CInquième aux Championnats du monde de Bakou en 2007, Daigoro Timoncini termine 10e aux Jeux olympiques de Pékin. Il est 8e aux Championnats du monde de Moscou en 2010.
Dans la catégorie des moins de 97 kg, il remporte la médaille de bronze lors des Championnats d'Europe de lutte 2019 à Bucarest.